# Oldenlandia platystipula
Oldenlandia platystipula är en måreväxtart som först beskrevs av Elmer Drew Merrill, och fick sitt nu gällande namn av Woon Young Chun. Oldenlandia platystipula ingår i släktet Oldenlandia och familjen måreväxter. Inga underarter finns listade i Catalogue of Life.